# La Vall d'Hebron

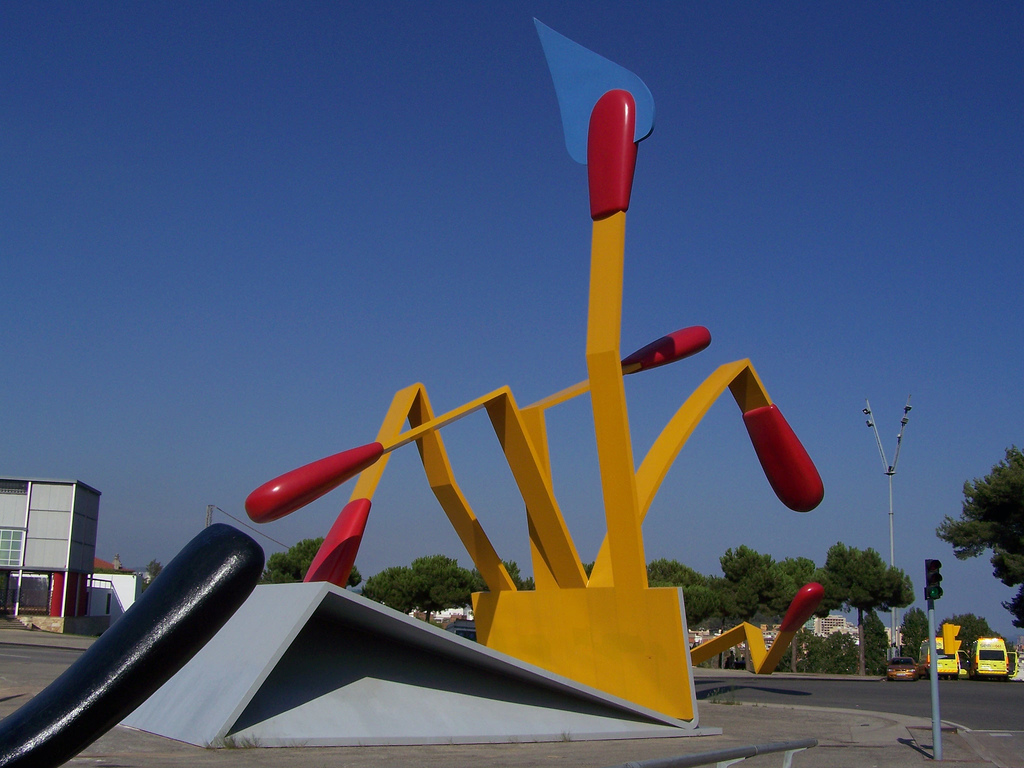
Els mistos, escultura de Claes Oldenburg i Coosje van Bruggen instal·lada al barri dels Jocs Olímpics

La Vall d'Hebron és un barri del districte d'Horta-Guinardó de la ciutat de Barcelona. És al cantó mar de la Ronda de Dalt i el passeig de la Vall d'Hebron i es va desenvolupar a partir del Pla Comarcal de 1953 amb la construcció de polígons de blocs d'habitatges.
Amb els Jocs Olímpics de Barcelona de 1992 es va reordenar la zona i es va ampliar l'àmbit del polígon i s'hi van destinar alguns equipaments esportius. També hi ha el parc de la Vall d'Hebron.
Al nord del barri, creuant la Ronda de Dalt hi ha el barri de Montbau on hi ha l'Hospital Universitari Vall d'Hebron, un dels més importants de Catalunya.

## Història

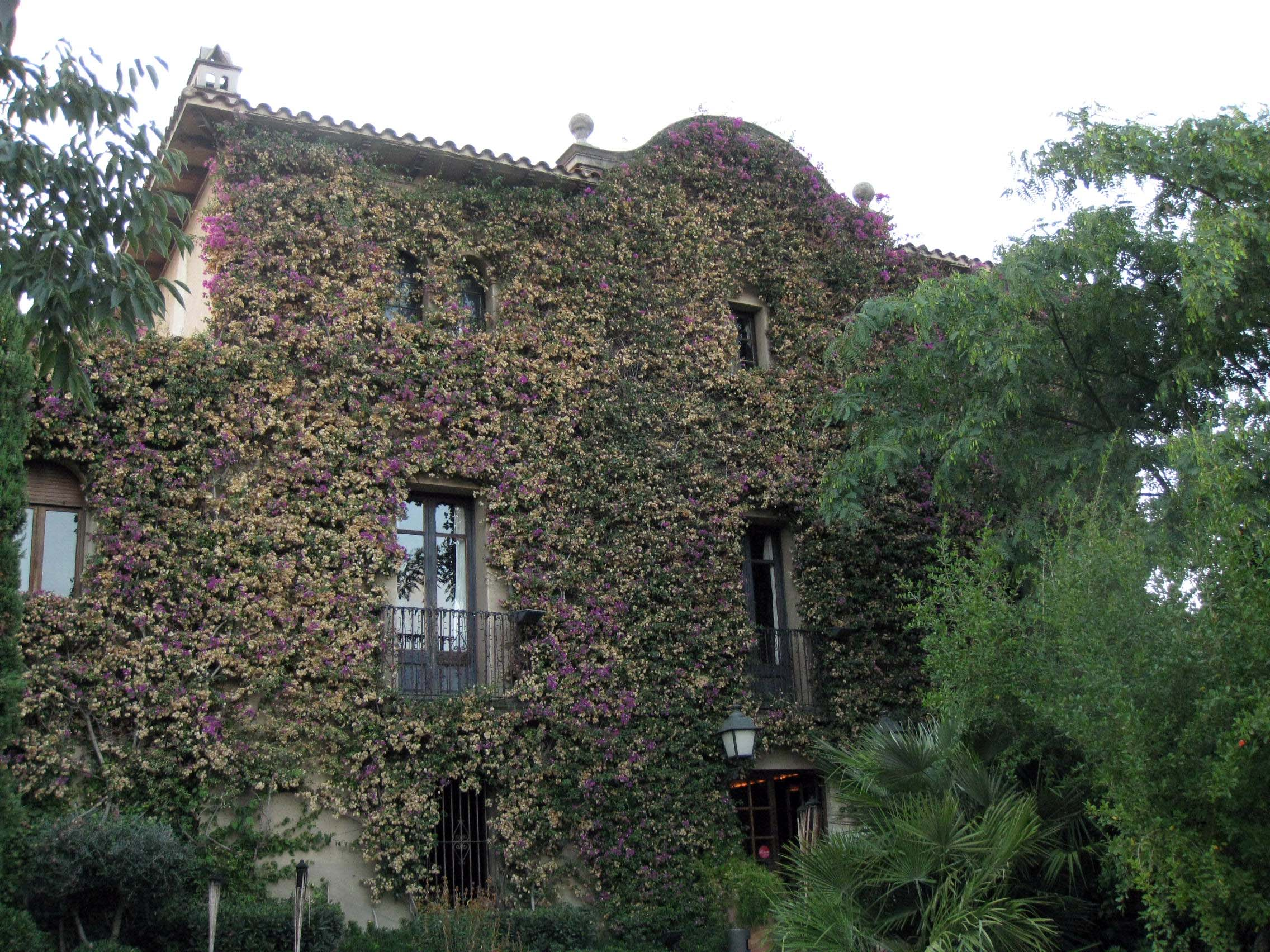
Façana principal de can Travi Nou

El barri actual de la Vall d'Hebron té el seu origen en la construcció del polígon d'habitatges del Parc de la Vall d'Hebron el 1968. Aquest polígon de pisos es va construir en terres de les antigues finques de can Travi Vell i can Travi Nou, can Marcet (salesians), can Brasó i can Rossell, que era territori de l'antic municipi d'Horta.
Aquest barri modern integra elements antics com Martí-Codolar, can Travi Nou i can Travi Vell i elements moderns com el Pavelló de la República o els diversos equipaments esportius i jardins i zones verdes en harmonia amb els blocs de pisos. En ocasió dels Jocs Olímpics de 1992 es va ampliar el polígon amb un gran sector destinat a equipaments esportius i a nous habitatges.

## Pavelló de la República

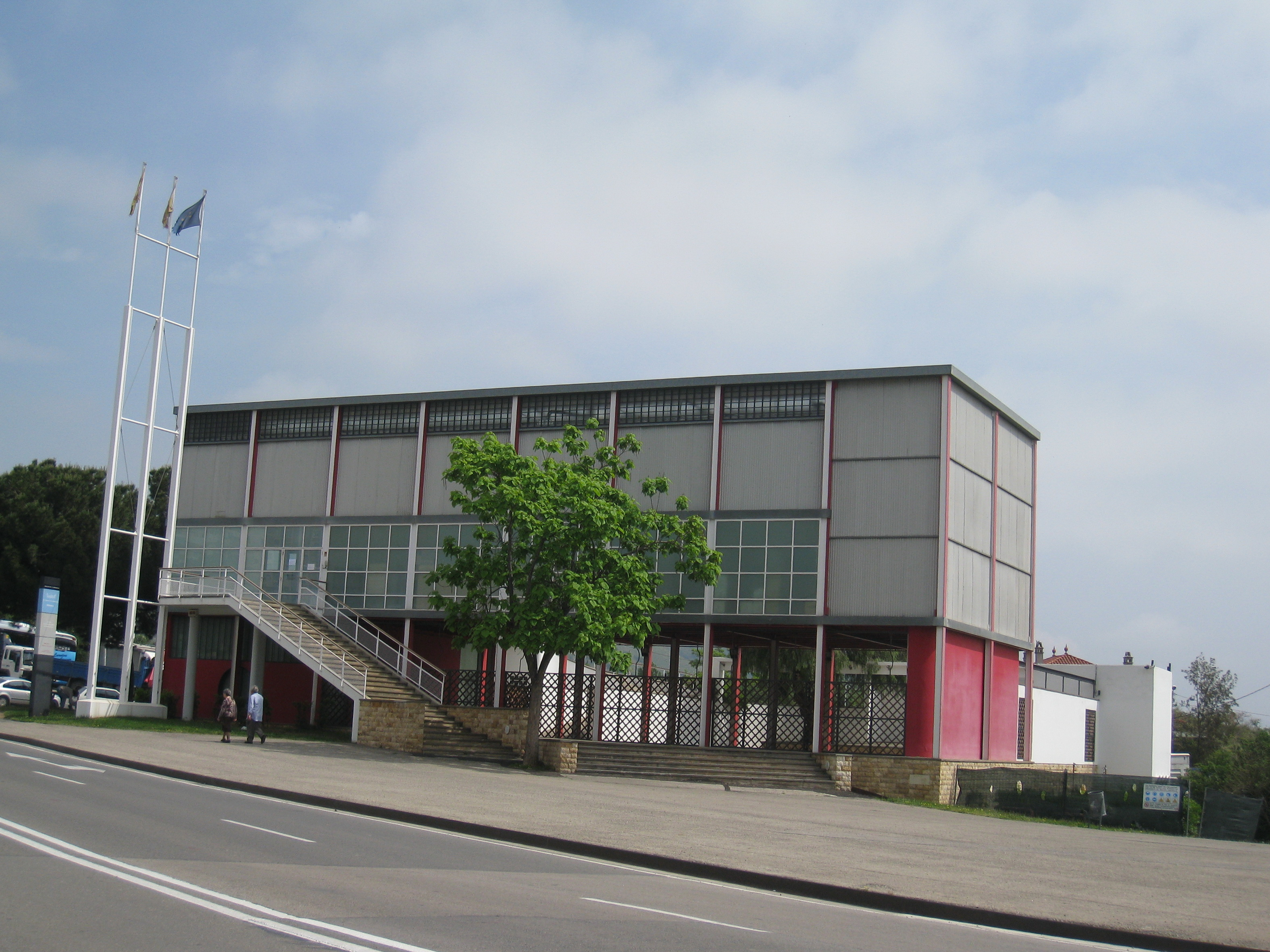
Reconstrucció a Barcelona

Al barri de la Vall d'Hebron hi ha una rèplica fidel de l'emblemàtic Pavelló de la República de l'Exposició Internacional de París de 1937. L'original fou obra dels arquitectes Josep Lluís Sert i Luis Lacasa, mentre que la rèplica va ser completada el 1992, amb motiu dels Jocs Olímpics, per l'estudi d'arquitectura Espinet/Ubach, de Barcelona, amb reformes el 2006. Al pavelló original hi van ser exposades obres importants de l'avantguarda d'aquell temps, com ara el mural de Miró El segador, que va desaparèixer en acabar l'exposició, el Guernica de Picasso, l'escultura Font de mercuri, dedicada a Almadén, d'Alexander Calder (avui a la Fundació Miró de Barcelona), l'escultura de la Montserrat de Juli González, l'escultura El pueblo español tiene un camino que conduce a una estrella (El poble espanyol té un camí que condueix a un estel), d'Alberto Sánchez Pérez, etc. A l'edifici actual hi ha una rèplica fotogràfica del Gernika de mida original.
Avui en dia aquest edifici allotja la Biblioteca del Pavelló de la República (UB), que posseeix un dels fons més importants a nivell mundial sobre la Segona República, Guerra Civil, el Franquisme, la Retirada/l'Exili i la Transició a Espanya, i en particular a Catalunya. També allotja el Centre d'Estudis Històrics Internacionals. Altres fons de la biblioteca inclouen un fons important sobre sovietisme i sobre història política internacional del segle xx, especialment amb relació a la Segona Guerra Mundial, i també la col·lecció procedent de l'antiga Casa d'Amèrica de Barcelona (avui la Casa Amèrica Catalunya), que és "un referent ineludible per a qualsevol estudi sobre economia i relacions econòmiques entre Espanya i Amèrica des de finals del segle xix fins a la primera meitat del segle xx".
La zona també va ser amenitzada amb algunes escultures amb ocasió dels Jocs Olímpics del 1992, com ara l'escultura d'art pop Els mistos, de l'escultor estatunidenc d'origen suec Claes Oldenburg i l'escultora estatunidenca d'origen neerlandesa Coosje van Bruggen.